# المنصورية (العراق)
المنصورية مدينة عراقية ومركز لقضاء المنصورية في محافظة ديالى، على بعد 110 كم شمال شرق بغداد . ويبلغ عدد السكان فيها حوالي 59٫335 نسمة.
وتكمن أهميتها في المجال الزراعي وتقع في منتصف المسافة ما بين نهر ديالى ونهر الخالص الذي يعتبر أكبر أفرع نهر ديالى، ومعظم سكانها من العرب وكلهم من قبيلة العزة وعشيرة الأجود وتوجد فيها قرى كبيرة مثل قرية الشيخ محمود الشيخ علي وقرية إبراهيم الشيخ علي وقرية الويسي والوشاع والكوام وقرى شروين المحاذية لنهر ديالى، وتعتبر المنصورية من أهم المناطق في الشرق الأوسط إذ فيها حقل المنصورية أحد أكبر حقول الغاز الطبيعي في الشرق الأوسط بسعة كبيرة، ويوجد فيها جسور وأهمها جسر الشيخ محمود الشيخ علي آل غصيبة والذي يربط قضاء المقدادية بقضاء الخالص.
ومن أبرز دور العبادة التاريخية فيها جامع المنصورية الكبير وجامع عمار بن ياسر ويعتبران من المساجد التراثية الأثرية.

## أحياء مدينة المنصورية
| اسم الحي               | مساحته | سكانه |
| الحي القديم            |        |       |
| الحي العصري (حي النصر) |        |       |
| حي المعلمين            |        |       |
| حي الشهداء             |        |       |
| الحي العسكري           |        |       |
| حي الرشيد              |        |       |
| حي كرد علي             |        |       |
| حي الشوهاني            |        |       |
| حي الضباط              |        |       |
| حي الشيخ حسن           |        |       |

## مشاهير
برز في المنصورية عدد كبير من المفكرين والقادة امثال حسن ال غصيبة وشاكر الغصيبة من مؤسسي المحاماة والصحافة في العراق وكذلك اللواء عبد الوهاب الشيخ علي أحد قادة ثورة مايس عام 1941م، وشقيقه المقدم عبد العزيز الشيخ علي وهو أول ضابط يقتل في ثورة رشيد عالي الكيلاني في الفلوجة عام 1941م، والأستاذ خليل الغصيبة محافظ واسط، والشيخ علي البرهان العزاوي، والكاتب عباس العزاوي، وكذلك برز عدد من الفنانين الكبار مثل الفنان محسن العزاوي والفنان سعد خليفة.